# Діброва Лабушна
Діброва Лабушна — ботанічна пам'ятка природи місцевого значення. Об'єкт розташований на території Балтської міської громади Подільського району Одеської області, Лісничівське лісництво, кв. 65, д. 15, ур. «Лабушне».
Площа — 0.6 га, статус отриманий у 1972 році.